# 2021–2022-es UEFA Európa Konferencia Liga (csoportkör)
A 2021–2022-es UEFA Európa Konferencia Liga csoportkörének mérkőzéseit 2021. szeptember 16. és december 9. között játszották. A csoportkörben 32 csapat vett részt.

## Sorsolás
A csoportkör sorsolását 2021. augusztus 27-én tartották Isztambulban közép európai idő szerint 13:30-tól (hely idő szerint 14:30-tól).
A csapatokat 4 kalapba sorolták be, az UEFA-együtthatójuk sorrendjében. A 32 csapatot 8 darab négycsapatos csoportba sorsolták. Azonos tagországba tartozó, valamint az azeri és örmény csapatok nem voltak sorsolhatók azonos csoportba. Az azonos tagországba tartozó csapatokból párokat alakítottak ki, amelyeket négy csoportra (A–D, E–H), valamint az Európa-liga szempontjából is szétosztottak. A párokat az UEFA határozta meg.
- A: Slavia Praha és Jablonec
- B: København és Randers
- C: AZ és Vitesse
- D: PAÓK és Európa-liga
- E: Rennes és Európa-liga
- F: Makkabi Tel-Aviv és Makkabi Haifa
- G: Partizan és Európa-liga
- H: Omónia és Anórthoszisz
- I: Feyenoord és Vitesse
- J: CSZKA Szofija és Európa-liga

Egy játéknapon rendezték az összes mérkőzést. A játéknapok: szeptember 16., szeptember 30., október 21., november 4., november 25., december 9. A mérkőzések közép-európai idő szerint 16:30-kor, 18:45-kor és 21:00-kor kezdődtek. A végleges menetrendet a sorsolás után, számítógéppel állították össze.

## Csapatok
Az alábbi csapatok vettek részt a csoportkörben:
- 10 vesztes az Európa-liga rájátszásából
- 5 győztes a rájátszás bajnoki ágáról
- 17 győztes a rájátszás főágáról

| Csapat            | Együttható |
| ----------------- | ---------- |
| Roma              | 90,000     |
| Tottenham Hotspur | 88,000     |
| Basel             | 49,000     |
| Slavia Praha      | 43,500     |
| København         | 43,500     |
| Gent              | 26,500     |
| AZ                | 21,500     |
| LASK              | 21,000     |

| Csapat            | Együttható |
| ----------------- | ---------- |
| Feyenoord         | 21,000     |
| Qarabağ           | 21,000     |
| PAÓK              | 20,000     |
| Makkabi Tel-Aviv  | 20,500     |
| Rennes            | 19,000     |
| Partizan          | 18,000     |
| CFR Cluj          | 16,500     |
| FK Zorja Luhanszk | 15,000     |

| Csapat            | Együttható |
| ----------------- | ---------- |
| Union Berlin      | 14,714     |
| CSZKA Szofija     | 8,000      |
| Vitesse           | 7,840      |
| Slovan Bratislava | 7,500      |
| Jablonec          | 7,000      |
| Alashkert         | 6,500      |
| Flora             | 6,250      |
| Kajrat            | 6,000      |

| Csapat           | Együttható |
| ---------------- | ---------- |
| Lincoln Red Imps | 5,750      |
| Randers          | 5,575      |
| Anórthoszisz     | 5,550      |
| Omónia           | 5,500      |
| HJK              | 5,500      |
| Makkabi Haifa    | 4,875      |
| Bodø/Glimt       | 4,200      |
| Mura             | 3,000      |

## Csoportok
A csoportokban a csapatok körmérkőzéses, oda-visszavágós rendszerben mérkőztek meg egymással. Az első helyezettek a nyolcaddöntőbe, a második helyezettek a nyolcaddöntő rájátszásába kerültek.

### Sorrend meghatározása
Az UEFA versenyszabályzata alapján, ha két vagy több csapat a csoportmérkőzések után azonos pontszámmal állt, az alábbiak alapján kellett meghatározni a sorrendet:
1. az azonosan álló csapatok mérkőzésein szerzett több pont
2. az azonosan álló csapatok mérkőzésein elért jobb gólkülönbség
3. az azonosan álló csapatok mérkőzésein szerzett több gól
4. ha kettőnél több csapat áll azonos pontszámmal, akkor az egymás elleni eredményeket mindaddig újra kell alkalmazni, amíg nem dönthető el a sorrend
5. az összes mérkőzésen elért jobb gólkülönbség
6. az összes mérkőzésen szerzett több gól
7. az összes mérkőzésen szerzett több idegenben szerzett gól
8. az összes mérkőzésen szerzett több győzelem
9. az összes mérkőzésen szerzett több idegenben szerzett győzelem
10. fair play pontszám (piros lap = 3 pont, sárga lap = 1 pont, kiállítás két sárga lap után = 3 pont);
11. jobb UEFA-együttható

Minden időpont közép-európai idő/közép-európai nyári idő szerint van feltüntetve.

### A csoport
| Hely. | Csapat           | M | Gy | D | V | G+ | G– | Gk  | P  | Továbbjutás                              |     | LAS | MTA | HJK | ALA |
| ----- | ---------------- | - | -- | - | - | -- | -- | --- | -- | ---------------------------------------- | --- | --- | --- | --- | --- |
| 1.    | LASK             | 6 | 5  | 1 | 0 | 12 | 1  | +11 | 16 | Továbbjutott a nyolcaddöntőbe            |     | —   | 1–1 | 3–0 | 2–0 |
| 2.    | Makkabi Tel-Aviv | 6 | 3  | 2 | 1 | 14 | 4  | +10 | 11 | Továbbjutott a nyolcaddöntő rájátszásába |     | 0–1 | —   | 3–0 | 4–1 |
| 3.    | HJK              | 6 | 2  | 0 | 4 | 5  | 15 | −10 | 6  |                                          |     | 0–2 | 0–5 | —   | 1–0 |
| 4.    | Alashkert        | 6 | 0  | 1 | 5 | 4  | 15 | −11 | 1  |                                          | 0–3 | 1–1 | 2–4 | —   |     |

| 2021. szeptember 14. 16:30 (17:30 IDT) |

| Makkabi Tel-Aviv                                            | 4–1               | Alashkert  |
| ----------------------------------------------------------- | ----------------- | ---------- |
| Perica 13' Kanichowsky 32' Biton 45+3' (11-esből) Hozez 72' | (3–1) Jegyzőkönyv | Embaló 17' |

| Bloomfield Stadion, Tel-Aviv Játékvezető: Espen Eskås (norvég) |

| 2021. szeptember 16. 21:00 (22:00 EEST) |

| HJK | 0–2               | LASK                      |
| --- | ----------------- | ------------------------- |
|     | (0–1) Jegyzőkönyv | Marešić 17' Monschein 89' |

| Bolt Arena, Helsinki Játékvezető: Kirill Levnikov (orosz) |

| 2021. szeptember 30. 18:45 |

| LASK        | 1–1               | Makkabi Tel-Aviv |
| ----------- | ----------------- | ---------------- |
| Horvath 10' | (1–0) Jegyzőkönyv | Shamir 88'       |

| Hypo-Arena, Klagenfurt Játékvezető: Mikola Balakin (ukrán) |

| 2021. szeptember 30. 18:45 (20:45 AMT) |

| Alashkert               | 2–4               | HJK                                                    |
| ----------------------- | ----------------- | ------------------------------------------------------ |
| Embaló 24' Glišić 90+3' | (1–1) Jegyzőkönyv | Ri. Riski 8' Valenčič 57' Ro. Riski 63' Olusanya 90+4' |

| Vazgen Sargsyan Republican Stadium, Jereván Játékvezető: Horațiu Feșnic (román) |

| 2021. október 21. 16:30 (17:30 EEST) |

| HJK | 0–5               | Makkabi Tel-Aviv                                                      |
| --- | ----------------- | --------------------------------------------------------------------- |
|     | (0–1) Jegyzőkönyv | Kanichowsky 28' 60' Perica 49\11' Saborit 87' (11-esből) Shamir 90+4' |

| Bolt Arena, Helsinki Játékvezető: Pavel Orel (cseh) |

| 2021. október 21. 18:45 (20:45 AMT) |

| Alashkert | 0–3               | LASK                                 |
| --------- | ----------------- | ------------------------------------ |
|           | (0–1) Jegyzőkönyv | Hong 35' Goiginger 68' Michorl 90+2' |

| Vazgen Sargsyan Republican Stadion, Jereván Játékvezető: Jens Maae (dán) |

| 2021. november 4. 18:45 |

| LASK          | 2–0               | Alashkert |
| ------------- | ----------------- | --------- |
| Keito 12' 87' | (1–0) Jegyzőkönyv |           |

| Hypo-Arena, Klagenfurt Játékvezető: Mohammed Al-Hakim (svéd) |

| 2021. november 4. 18:45 (19:45 IST) |

| Makkabi Tel-Aviv                  | 3–0               | HJK |
| --------------------------------- | ----------------- | --- |
| Kuwas 22' Lingman 65' Hozez 90+3' | (1–0) Jegyzőkönyv |     |

| Bloomfield Stadion, Tel-Aviv Játékvezető: Rade Obrenović (szlovén) |

| 2021. november 25. 18:45 (19:45 EET) |

| HJK       | 1–0               | Alashkert |
| --------- | ----------------- | --------- |
| Atomu 48' | (0–0) Jegyzőkönyv |           |

| Bolt Arena, Helsinki Játékvezető: Bram Van Driessche (belga) |

| 2021. november 25. 21:00 (22:00 IST) |

| Makkabi Tel-Aviv | 0–1               | LASK        |
| ---------------- | ----------------- | ----------- |
|                  | (0–0) Jegyzőkönyv | Horvath 89' |

| Netánja Stadion, Netánja Játékvezető: Jérôme Brisard (francia) |

| 2021. december 9. 18:45 (21:45 AMT) |

| Alashkert    | 1–1               | Makkabi Tel-Aviv |
| ------------ | ----------------- | ---------------- |
| Boljević 78' | (0–0) Jegyzőkönyv | Almog 90'        |

| Vazgen Sargsyan Republican Stadium, Jereván Játékvezető: Bogár Gergő (magyar) |

| 2021. december 9. 18:45 |

| LASK                              | 3–0               | HJK |
| --------------------------------- | ----------------- | --- |
| Balić 41' Nakamura 63' Gruber 81' | (1–0) Jegyzőkönyv |     |

| Wörthersee Stadion, Klagenfurt Játékvezető: Igor Pajač (horvát) |

### B csoport
| Hely. | Csapat       | M | Gy | D | V | G+ | G– | Gk | P  | Továbbjutás                              |     | GEN | PAR | FLO | ANO |
| ----- | ------------ | - | -- | - | - | -- | -- | -- | -- | ---------------------------------------- | --- | --- | --- | --- | --- |
| 1.    | Gent         | 6 | 4  | 1 | 1 | 6  | 2  | +4 | 13 | Továbbjutott a nyolcaddöntőbe            |     | —   | 1–1 | 1–0 | 2–0 |
| 2.    | Partizan     | 6 | 2  | 2 | 2 | 6  | 4  | +2 | 8  | Továbbjutott a nyolcaddöntő rájátszásába |     | 0–1 | —   | 2–0 | 1–1 |
| 3.    | Flora        | 6 | 1  | 2 | 3 | 5  | 8  | −3 | 5  |                                          |     | 0–1 | 1–0 | —   | 2–2 |
| 4.    | Anórthoszisz | 6 | 1  | 3 | 2 | 6  | 9  | −3 | 6  |                                          | 0–1 | 0–2 | 2–2 | —   |     |

| 2021. szeptember 16. 18:45 (19:45 EEST) |

| Flora | 0–1               | Gent        |
| ----- | ----------------- | ----------- |
|       | (0–0) Jegyzőkönyv | Lemajić 54' |

| Lilleküla Stadium, Tallinn Játékvezető: Trustin Farrugia Cann (máltai) |

| 2021. szeptember 16. 21:00 (22:00 EEST) |

| Anórthoszisz | 0–2               | Partizan            |
| ------------ | ----------------- | ------------------- |
|              | (0–1) Jegyzőkönyv | Menig 42' Gomes 68' |

| GSP Stadium, Nicosia Játékvezető: Peter Kjærsgaard (dán) |

| 2021. szeptember 30. 18:45 |

| Gent                        | 2–0               | Anórthoszisz |
| --------------------------- | ----------------- | ------------ |
| Correa 28' (öngól) Kums 81' | (1–0) Jegyzőkönyv |              |

| Ghelamco Arena, Gent Játékvezető: Filip Glova (szlovák) |

| 2021. szeptember 30. 18:45 |

| Partizan         | 2–0               | Flora |
| ---------------- | ----------------- | ----- |
| Marković 20' 42' | (2–0) Jegyzőkönyv |       |

| Partizan Stadion, Belgrád Játékvezető: Julian Weinberger (osztrák) |

| 2021. október 21. 18:45 (19:45 EEST) |

| Anórthoszisz          | 2–2               | Flora            |
| --------------------- | ----------------- | ---------------- |
| Miloš 25' Popović 28' | (2–1) Jegyzőkönyv | Sappinen 38' 80' |

| GSP Stadion, Nicosia Játékvezető: Vad István (magyar) |

| 2021. október 21. 21:00 |

| Partizan | 0–1               | Gent     |
| -------- | ----------------- | -------- |
|          | (0–0) Jegyzőkönyv | Kums 59' |

| Partizan Stadion, Belgrád Játékvezető: Robert Madden (skót) |

| 2021. november 4. 16:30 (17:30 EET) |

| Flora                   | 2–2               | Anórthoszisz              |
| ----------------------- | ----------------- | ------------------------- |
| Sappinen 55' Zenjov 58' | (0–2) Jegyzőkönyv | Christofi 29' Popović 33' |

| Lilleküla Stadium, Tallinn Játékvezető: Kári á Høvdanum (feröeri) |

| 2021. november 4. 18:45 |

| Gent          | 1–1               | Partizan     |
| ------------- | ----------------- | ------------ |
| Tiszúdálí 80' | (0–0) Jegyzőkönyv | Urošević 66' |

| Ghelamco Arena, Gent Játékvezető: Chris Kavanagh (angol) |

| 2021. november 25. 16:30 (17:30 EET) |

| Flora      | 1–0               | Partizan |
| ---------- | ----------------- | -------- |
| Miller 44' | (1–0) Jegyzőkönyv |          |

| Lilleküla Stadium, Tallinn Játékvezető: Rob Harvey (ír) |

| 2021. november 25. 21:00 (22:00 EET) |

| Anórthoszisz          | 1–0               | Gent |
| --------------------- | ----------------- | ---- |
| Hrisztodulópulosz 27' | (1–0) Jegyzőkönyv |      |

| GSP Stadion, Nicosia Játékvezető: Urs Schnyder (svájci) |

| 2021. december 9. 18:45 |

| Partizan        | 1–1               | Anórthoszisz                      |
| --------------- | ----------------- | --------------------------------- |
| Milovanović 20' | (1–1) Jegyzőkönyv | Christodoulopoulos 33' (11-esből) |

| Partizan Stadion, Belgrád Játékvezető: Giorgi Kruashvili (grúz) |

| 2021. december 9. 18:45 |

| Gent      | 1–0               | Flora |
| --------- | ----------------- | ----- |
| Bruno 51' | (0–0) Jegyzőkönyv |       |

| Ghelamco Arena, Gent Játékvezető: Kaspar Sjöberg (svéd) |

### C csoport
| Hely. | Csapat         | M | Gy | D | V | G+ | G– | Gk  | P  | Továbbjutás                              |     | ROM | BOD | ZOR | CSS |
| ----- | -------------- | - | -- | - | - | -- | -- | --- | -- | ---------------------------------------- | --- | --- | --- | --- | --- |
| 1.    | Roma           | 6 | 4  | 1 | 1 | 18 | 11 | +7  | 13 | Továbbjutott a nyolcaddöntőbe            |     | —   | 2–2 | 4–0 | 5–1 |
| 2.    | Bodø/Glimt     | 6 | 3  | 3 | 0 | 14 | 5  | +9  | 12 | Továbbjutott a nyolcaddöntő rájátszásába |     | 6–1 | —   | 3–1 | 2–0 |
| 3.    | Zorja Luhanszk | 6 | 2  | 1 | 3 | 5  | 11 | −6  | 7  |                                          |     | 0–3 | 1–1 | —   | 2–0 |
| 4.    | CSZKA Szofija  | 6 | 0  | 1 | 5 | 3  | 13 | −10 | 1  |                                          | 2–3 | 0–0 | 0–1 | —   |     |

| 2021. szeptember 16. 21:00 |

| Roma                                                       | 5–1               | CSZKA Szofija |
| ---------------------------------------------------------- | ----------------- | ------------- |
| Pellegrini 25' 62' El Shaarawy 38' Mancini 82' Abraham 84' | (2–1) Jegyzőkönyv | Carey 10'     |

| Stadio Olimpico, Róma Játékvezető: Glenn Nyberg (svéd) |

| 2021. szeptember 16. 21:00 |

| Bodø/Glimt                               | 3–1               | Zorja Luhanszk |
| ---------------------------------------- | ----------------- | -------------- |
| Saltnes 48' Solbakken 49' Pellegrino 60' | (0–0) Jegyzőkönyv | Hromov 90+1'   |

| Aspmyra Stadion, Bodø Játékvezető: Dennis Higler (holland) |

| 2021. szeptember 30. 18:45 (19:45 EEST) |

| Zorja Luhanszk | 0–3               | Roma                                    |
| -------------- | ----------------- | --------------------------------------- |
|                | (0–1) Jegyzőkönyv | El Shaarawy 7' Smalling 66' Abraham 68' |

| Slavutych-Arena, Zaporizzsja Játékvezető: Luís Godinho (portugál) |

| 2021. szeptember 30. 18:45 (19:45 EEST) |

| CSZKA Szofija | 0–0         | Bodø/Glimt |
| ------------- | ----------- | ---------- |
|               | Jegyzőkönyv |            |

| Vasil Levski National Stadium, Szófia Játékvezető: Aleksandrs Anufrijevs (lett) |

| 2021. október 21. 18:45 |

| Bodø/Glimt                                               | 6–1               | Roma      |
| -------------------------------------------------------- | ----------------- | --------- |
| Botheim 8' 52' Berg 20' Solbakken 71' 80' Pellegrino 78' | (2–1) Jegyzőkönyv | Pérez 28' |

| Aspmyra Stadion, Bodø Játékvezető: Ali Palabiyik (török) |

| 2021. október 21. 21:00 (22:00 EEST) |

| CSZKA Szofija | 0–1               | Zorja Luhanszk   |
| ------------- | ----------------- | ---------------- |
|               | (0–0) Jegyzőkönyv | Sayyadmanesh 65' |

| Vaszil Levszki Nemzeti Stadion, Szófia Játékvezető: Manuel Schüttengruber (osztrák) |

| 2021. november 4. 18:45 (19:45 EET) |

| Zorja Luhanszk                | 2–0               | CSZKA Szofija |
| ----------------------------- | ----------------- | ------------- |
| Zahedi 87' Sayyadmanesh 90+5' | (0–0) Jegyzőkönyv |               |

| Slavutych-Arena, Zaporizzsja Játékvezető: Petri Viljanen (finn) |

| 2021. november 4. 21:00 |

| Roma                       | 2–2               | Bodø/Glimt                  |
| -------------------------- | ----------------- | --------------------------- |
| El Shaarawy 54' Ibañez 84' | (0–1) Jegyzőkönyv | Solbakken 45+1' Botheim 65' |

| Stadio Olimpico, Róma Játékvezető: Anastasios Papapetrou (görög) |

| 2021. november 25. 21:00 |

| Bodø/Glimt                   | 2–0               | CSZKA Szofija |
| ---------------------------- | ----------------- | ------------- |
| Brunstad Fet 25' Botheim 85' | (1–0) Jegyzőkönyv |               |

| Aspmyra Stadion, Bodø Játékvezető: Yigal Frid (izraeli) |

| 2021. november 25. 21:00 |

| Roma                                  | 4–0               | Zorja Luhanszk |
| ------------------------------------- | ----------------- | -------------- |
| Pérez 15' Zaniolo 33' Abraham 46' 75' | (2–0) Jegyzőkönyv |                |

| Stadio Olimpico, Róma Játékvezető: Kovács István (román) |

| 2021. december 9. 18:45 (19:45 EET) |

| Zorja Luhanszk | 1–1               | Bodø/Glimt           |
| -------------- | ----------------- | -------------------- |
| Nazaryna 18'   | (1–0) Jegyzőkönyv | Vernydub 68' (öngól) |

| Slavutych-Arena, Zaporizzsja Játékvezető: Krzysztof Jakubik (lengyel) |

| 2021. december 9. 18:45 (19:45 EET) |

| CSZKA Szofija                 | 2–3               | Roma                        |
| ----------------------------- | ----------------- | --------------------------- |
| Čataković 75' Wildschut 90+3' | (0–2) Jegyzőkönyv | Abraham 15' 53' Mayoral 34' |

| Vaszil Levszki Nemzeti Stadion, Szófia Játékvezető: Nick Walsh (skót) |

### D csoport
| Hely. | Csapat   | M | Gy | D | V | G+ | G– | Gk | P  | Továbbjutás                              |     | AZ  | RAN | JAB | CLJ |
| ----- | -------- | - | -- | - | - | -- | -- | -- | -- | ---------------------------------------- | --- | --- | --- | --- | --- |
| 1.    | AZ       | 6 | 4  | 2 | 0 | 8  | 3  | +5 | 14 | Továbbjutott a nyolcaddöntőbe            |     | —   | 1–0 | 1–0 | 2–0 |
| 2.    | Randers  | 6 | 1  | 4 | 1 | 9  | 9  | 0  | 7  | Továbbjutott a nyolcaddöntő rájátszásába |     | 2–2 | —   | 2–2 | 2–1 |
| 3.    | Jablonec | 6 | 1  | 3 | 2 | 6  | 8  | −2 | 6  |                                          |     | 1–1 | 2–2 | —   | 1–0 |
| 4.    | CFR Cluj | 6 | 1  | 1 | 4 | 4  | 7  | −3 | 4  |                                          | 0–1 | 1–1 | 2–0 | —   |     |

| 2021. szeptember 16. 21:00 |

| Jablonec             | 1–0               | CFR Cluj |
| -------------------- | ----------------- | -------- |
| Pilař 51' (11-esből) | (0–0) Jegyzőkönyv |          |

| Stadion Střelnice, Jablonec nad Nisou Játékvezető: Enea Jorgji (albán) |

| 2021. szeptember 16. 21:00 |

| Randers                  | 2–2               | AZ                      |
| ------------------------ | ----------------- | ----------------------- |
| Piesinger 27' Graves 68' | (1–2) Jegyzőkönyv | Clasie 24' Pavlidis 34' |

| Randers Stadium, Randers Játékvezető: Duje Strukan (horvát) |

| 2021. szeptember 30. 18:45 |

| AZ              | 1–0               | Jablonec |
| --------------- | ----------------- | -------- |
| Guðmundsson 53' | (0–0) Jegyzőkönyv |          |

| AFAS Stadion, Alkmaar Játékvezető: Rade Obrenovič (szlovén) |

| 2021. szeptember 30. 18:45 (19:45 EEST) |

| CFR Cluj    | 1–1               | Randers    |
| ----------- | ----------------- | ---------- |
| Petrila 68' | (0–1) Jegyzőkönyv | Kamara 41' |

| Stadionul Dr. Constantin Rădulescu, Kolozsvár Játékvezető: Davide Massa (olasz) |

| 2021. október 21. 21:00 |

| Jablonec         | 2–2               | Randers                 |
| ---------------- | ----------------- | ----------------------- |
| Čvančara 35' 53' | (1–1) Jegyzőkönyv | Odey 36' 90' (11-esből) |

| Stadion Střelnice, Jablonec nad Nisou Játékvezető: Aliyar Aghayev (azeri) |

| 2021. október 21. 21:00 (22:00 EEST) |

| CFR Cluj | 0–1               | AZ           |
| -------- | ----------------- | ------------ |
|          | (0–1) Jegyzőkönyv | Karlsson 18' |

| Constantin Rădulescu Stadion, Kolozsvár Játékvezető: Halis Özkahya (török) |

| 2021. november 4. 18:45 |

| AZ                          | 2–0               | CFR Cluj |
| --------------------------- | ----------------- | -------- |
| Guðmundsson 5' Pavlidis 86' | (1–0) Jegyzőkönyv |          |

| AFAS Stadion, Alkmaar Játékvezető: Alain Durieux (luxemburgi) |

| 2021. november 4. 18:45 |

| Randers                             | 2–2               | Jablonec                    |
| ----------------------------------- | ----------------- | --------------------------- |
| Hammershøy-Mistrati 46' Kubista 53' | (0–0) Jegyzőkönyv | Čvančara 73' Kratochvíl 83' |

| Randers Stadion, Randers Játékvezető: Orel Grinfeld (izraeli) |

| 2021. november 25. 21:00 |

| Jablonec      | 1–1               | AZ        |
| ------------- | ----------------- | --------- |
| Kratochvíl 7' | (1–1) Jegyzőkönyv | Evjen 44' |

| Stadion Střelnice, Jablonec nad Nisou Játékvezető: Manuel Schüttengruber (osztrák) |

| 2021. november 25. 21:00 |

| Randers                  | 2–1               | CFR Cluj |
| ------------------------ | ----------------- | -------- |
| Kamara 68' Piesinger 76' | (0–0) Jegyzőkönyv | Deac 72' |

| Randers Stadium, Randers Játékvezető: Don Robertson (skót) |

| 2021. december 9. 18:45 |

| AZ          | 1–0               | Randers |
| ----------- | ----------------- | ------- |
| Oosting 87' | (0–0) Jegyzőkönyv |         |

| AFAS Stadion, Alkmaar Játékvezető: Trustin Farrugia Cann (máltai) |

| 2021. december 9. 18:45 (19:45 EET) |

| CFR Cluj         | 2–0               | Jablonec |
| ---------------- | ----------------- | -------- |
| Debeljuh 45' 82' | (1–0) Jegyzőkönyv |          |

| Stadionul Dr. Constantin Rădulescu, Kolozsvár Játékvezető: Harm Osmers (német) |

### E csoport
| Hely. | Csapat        | M | Gy | D | V | G+ | G– | Gk | P  | Továbbjutás                              |     | FEY | SLA | UNI | HAI |
| ----- | ------------- | - | -- | - | - | -- | -- | -- | -- | ---------------------------------------- | --- | --- | --- | --- | --- |
| 1.    | Feyenoord     | 6 | 4  | 2 | 0 | 11 | 6  | +5 | 14 | Továbbjutott a nyolcaddöntőbe            |     | —   | 2–1 | 3–1 | 2–1 |
| 2.    | Slavia Praha  | 6 | 2  | 2 | 2 | 8  | 7  | +1 | 8  | Továbbjutott a nyolcaddöntő rájátszásába |     | 2–2 | —   | 3–1 | 1–0 |
| 3.    | Union Berlin  | 6 | 2  | 1 | 3 | 8  | 9  | −1 | 7  |                                          |     | 1–2 | 1–1 | —   | 3–0 |
| 4.    | Makkabi Haifa | 6 | 1  | 1 | 4 | 2  | 7  | −5 | 4  |                                          | 0–0 | 1–0 | 0–1 | —   |     |

| 2021. szeptember 14. 16:30 (17:30 IDT) |

| Makkabi Haifa | 0–0               | Feyenoord |
| ------------- | ----------------- | --------- |
|               | (0–0) Jegyzőkönyv |           |

| Sammy Ofer Stadion, Haifa Játékvezető: Fabio Maresca (olasz) |

| 2021. szeptember 16. 18:45 |

| Slavia Praha                   | 3–1               | Union Berlin |
| ------------------------------ | ----------------- | ------------ |
| Bah 18' Kuchta 84' Schranz 88' | (1–0) Jegyzőkönyv | Behrens 70'  |

| Sinobo Stadion, Prága Játékvezető: Fábio Veríssimo (portugál) |

| 2021. szeptember 30. 21:00 |

| Feyenoord             | 2–1               | Slavia Praha |
| --------------------- | ----------------- | ------------ |
| Kökçü 13' Linssen 24' | (2–0) Jegyzőkönyv | Holeš 63'    |

| Feijenoord Stadion, Rotterdam Játékvezető: Radu Petrescu (román) |

| 2021. szeptember 30. 21:00 |

| Union Berlin                           | 3–0               | Makkabi Haifa |
| -------------------------------------- | ----------------- | ------------- |
| Voglsammer 33' Behrens 48' Awoniyi 76' | (1–0) Jegyzőkönyv |               |

| Olimpiai Stadion, Berlin Játékvezető: Nick Walsh (skót) |

| 2021. október 21. 18:45 (19:45 IDT) |

| Makkabi Haifa | 1–0               | Slavia Praha |
| ------------- | ----------------- | ------------ |
| Donyoh 24'    | (1–0) Jegyzőkönyv |              |

| Sammy Ofer Stadion, Haifa Játékvezető: Farkas Ádám (magyar) |

| 2021. október 21. 18:45 |

| Feyenoord                                  | 3–1               | Union Berlin |
| ------------------------------------------ | ----------------- | ------------ |
| Dzsahánbahs 11' Linssen 29' Sinisterra 76' | (2–1) Jegyzőkönyv | Awoniyi 35'  |

| Feijenoord Stadion, Rotterdam Játékvezető: Giorgi Kruashvili (grúz) |

| 2021. november 4. 21:00 |

| Slavia Praha | 1–0               | Makkabi Haifa |
| ------------ | ----------------- | ------------- |
| Kuchta 49'   | (0–0) Jegyzőkönyv |               |

| Sinobo Stadion, Prága Játékvezető: Kai Erik Steen (norvég) |

| 2021. november 4. 21:00 |

| Union Berlin | 1–2               | Feyenoord                  |
| ------------ | ----------------- | -------------------------- |
| Trimmel 41'  | (1–1) Jegyzőkönyv | Sinisterra 15' Dessers 72' |

| Olimpiai Stadion, Berlin Játékvezető: Daniel Stefański (lengyel) |

| 2021. november 25. 18:45 (19:45 IST) |

| Makkabi Haifa | 0–1               | Union Berlin |
| ------------- | ----------------- | ------------ |
|               | (0–0) Jegyzőkönyv | Ryerson 66'  |

| Sammy Ofer Stadion, Haifa Játékvezető: Michal Ocenáš (szlovák) |

| 2021. november 25. 18:45 |

| Slavia Praha            | 2–2               | Feyenoord         |
| ----------------------- | ----------------- | ----------------- |
| Olayinka 12' Kuchta 66' | (1–1) Jegyzőkönyv | Dessers 31' 90+3' |

| Sinobo Stadion, Prága Játékvezető: Mattias Gestranius (finn) |

| 2021. december 9. 21:00 |

| Feyenoord              | 2–1               | Makkabi Haifa |
| ---------------------- | ----------------- | ------------- |
| Dessers 38' Nelson 65' | (1–0) Jegyzőkönyv | David 90+1'   |

| De Kuip, Rotterdam Játékvezető: Mikola Balakin (ukrán) |

| 2021. december 9. 21:00 |

| Union Berlin | 1–1               | Slavia Praha |
| ------------ | ----------------- | ------------ |
| Kruse 64'    | (0–0) Jegyzőkönyv | Schranz 50'  |

| Olimpiai Stadion, Berlin Játékvezető: Rade Obrenović (szlovén) |

### F csoport
| Hely. | Csapat            | M | Gy | D | V | G+ | G– | Gk  | P  | Továbbjutás                              |     | COP | PAO | SLO | LIN |
| ----- | ----------------- | - | -- | - | - | -- | -- | --- | -- | ---------------------------------------- | --- | --- | --- | --- | --- |
| 1.    | København         | 6 | 5  | 0 | 1 | 15 | 5  | +10 | 15 | Továbbjutott a nyolcaddöntőbe            |     | —   | 1–2 | 2–0 | 3–1 |
| 2.    | PAÓK              | 6 | 3  | 2 | 1 | 8  | 4  | +4  | 11 | Továbbjutott a nyolcaddöntő rájátszásába |     | 1–2 | —   | 1–1 | 2–0 |
| 3.    | Slovan Bratislava | 6 | 2  | 2 | 2 | 8  | 7  | +1  | 8  |                                          |     | 1–3 | 0–0 | —   | 2–0 |
| 4.    | Lincoln Red Imps  | 6 | 0  | 0 | 6 | 2  | 17 | −15 | 0  |                                          | 0–4 | 0–2 | 1–4 | —   |     |

| 2021. szeptember 16. 18:45 |

| Slovan Bratislava | 1–3               | København                         |
| ----------------- | ----------------- | --------------------------------- |
| Henty 21'         | (1–2) Jegyzőkönyv | Wind 18' 68' (11-esből) Stage 41' |

| Tehelné pole, Pozsony Játékvezető: Michael Fabbri (olasz) |

| 2021. szeptember 16. 18:45 |

| Lincoln Red Imps | 0–2               | PAÓK                    |
| ---------------- | ----------------- | ----------------------- |
|                  | (0–1) Jegyzőkönyv | Akpom 45+2' Mitriță 56' |

| Victoria Stadion, Gibraltár Játékvezető: Rob Harvey (ír) |

| 2021. szeptember 30. 21:00 |

| København                                               | 3–1               | Lincoln Red Imps |
| ------------------------------------------------------- | ----------------- | ---------------- |
| R. Chipolina 4' (öngól) Wind 45+1' (11-esből) Stage 52' | (2–1) Jegyzőkönyv | Rosa 33'         |

| Parken Stadion, Koppenhága Játékvezető: Katerina Monzul (ukrán) |

| 2021. szeptember 30. 21:00 (22:00 EEST) |

| PAÓK     | 1–1               | Slovan Bratislava |
| -------- | ----------------- | ----------------- |
| Akpom 9' | (1–1) Jegyzőkönyv | Green 15'         |

| Túmbasz Stadion, Szaloniki Játékvezető: João Pinheiro (portugál) |

| 2021. október 21. 18:45 |

| København | 1–2               | PAÓK                     |
| --------- | ----------------- | ------------------------ |
| Biel 80'  | (0–2) Jegyzőkönyv | Sidcley 19' Živković 38' |

| Parken Stadion, Koppenhága Játékvezető: Erik Lambrechts (belga) |

| 2021. október 21. 21:00 |

| Slovan Bratislava   | 2–0               | Lincoln Red Imps |
| ------------------- | ----------------- | ---------------- |
| Green 46' Henty 84' | (0–0) Jegyzőkönyv |                  |

| Tehelné pole, Pozsony Játékvezető: Vilhjamur Thórarinsson (izlandi) |

| 2021. november 4. 18:45 |

| Lincoln Red Imps | 1–4               | Slovan Bratislava                 |
| ---------------- | ----------------- | --------------------------------- |
| Chipolina 45+3'  | (1–2) Jegyzőkönyv | Green 17' 25' Čavrić 67' Mráz 71' |

| Victoria Stadion, Gibraltár Játékvezető: Kristoffer Karlsson (svéd) |

| 2021. november 4. 21:00 (22:00 EET) |

| PAÓK        | 1–2               | København             |
| ----------- | ----------------- | --------------------- |
| Živković 8' | (1–1) Jegyzőkönyv | Ankersen 34' Biel 50' |

| Túmbasz Stadion, Szaloniki Játékvezető: Paweł Raczkowski (lengyel) |

| 2021. november 25. 18:45 |

| Slovan Bratislava | 0–0         | PAÓK |
| ----------------- | ----------- | ---- |
|                   | Jegyzőkönyv |      |

| Tehelné pole, Pozsony Játékvezető: Dennis Higler (holland) |

| 2021. november 25. 18:45 |

| Lincoln Red Imps | 0–4               | København                                        |
| ---------------- | ----------------- | ------------------------------------------------ |
|                  | (0–2) Jegyzőkönyv | Jóhannesson 5' Lerager 7' Bøving 63' Højlund 73' |

| Victoria Stadion, Gibraltár Játékvezető: Helgi Mikael Jónasson (izlandi) |

| 2021. december 9. 21:00 (22:00 EET) |

| PAÓK                       | 2–0               | Lincoln Red Imps |
| -------------------------- | ----------------- | ---------------- |
| A. Živković 17' Schwab 55' | (1–0) Jegyzőkönyv |                  |

| Túmbasz Stadion, Szaloniki Játékvezető: Rohit Saggi (norvég) |

| 2021. december 9. 21:00 |

| København            | 2–0               | Slovan Bratislava |
| -------------------- | ----------------- | ----------------- |
| Wind 30' Højlund 53' | (1–0) Jegyzőkönyv |                   |

| Parken Stadion, Koppenhága Játékvezető: István Vad (magyar) |

### G csoport
| Hely. | Csapat            | M | Gy | D | V | G+ | G– | Gk | P  | Továbbjutás                              |     | REN | VIT | TOT | MUR |
| ----- | ----------------- | - | -- | - | - | -- | -- | -- | -- | ---------------------------------------- | --- | --- | --- | --- | --- |
| 1.    | Rennes            | 6 | 4  | 2 | 0 | 13 | 7  | +6 | 14 | Továbbjutott a nyolcaddöntőbe            |     | —   | 3–3 | 2–2 | 1–0 |
| 2.    | Vitesse           | 6 | 3  | 1 | 2 | 12 | 9  | +3 | 10 | Továbbjutott a nyolcaddöntő rájátszásába |     | 1–2 | —   | 1–0 | 3–1 |
| 3.    | Tottenham Hotspur | 6 | 2  | 1 | 3 | 11 | 11 | 0  | 7  |                                          |     | 0–3 | 3–2 | —   | 5–1 |
| 4.    | Mura              | 6 | 1  | 0 | 5 | 5  | 14 | −9 | 3  |                                          | 1–2 | 0–2 | 2–1 | —   |     |

| 2021. szeptember 16. 18:45 |

| Rennes               | 2–2               | Tottenham Hotspur             |
| -------------------- | ----------------- | ----------------------------- |
| Tait 23' Laborde 72' | (1–1) Jegyzőkönyv | Badé 11' (öngól) Højbjerg 76' |

| Roazhon Park, Rennes Játékvezető: Halis Özkahya (török) |

| 2021. szeptember 16. 18:45 |

| Mura | 0–2               | Vitesse                 |
| ---- | ----------------- | ----------------------- |
|      | (0–1) Jegyzőkönyv | Tronstad 30' Doekhi 69' |

| Ljudski vrt, Maribor Játékvezető: Mohammed Al-Hakim (svéd) |

| 2021. szeptember 30. 21:00 (20:00 BST) |

| Tottenham Hotspur                               | 5–1               | Mura     |
| ----------------------------------------------- | ----------------- | -------- |
| Alli 4' (11-esből) Lo Celso 8' Kane 68' 76' 87' | (2–0) Jegyzőkönyv | Kous 53' |

| Tottenham Hotspur Stadion, London Játékvezető: Yigal Frid (izraeli) |

| 2021. szeptember 30. 21:00 |

| Vitesse    | 1–2               | Rennes                                |
| ---------- | ----------------- | ------------------------------------- |
| Wittek 30' | (1–0) Jegyzőkönyv | Guirassy 54' (11-esből) Kamaldeen 70' |

| GelreDome, Arnhem Játékvezető: Kevin Clancy (skót) |

| 2021. október 21. 18:45 |

| Mura       | 1–2               | Rennes                              |
| ---------- | ----------------- | ----------------------------------- |
| Lotrič 20' | (1–2) Jegyzőkönyv | Guirassy 17' (11-esből) Laborde 41' |

| Ljudski vrt, Maribor Játékvezető: Volen Chinkov (bolgár) |

| 2021. október 21. 18:45 |

| Vitesse    | 1–0               | Tottenham Hotspur |
| ---------- | ----------------- | ----------------- |
| Wittek 78' | (0–0) Jegyzőkönyv |                   |

| GelreDome, Arnhem Játékvezető: Harm Osmers (német) |

| 2021. november 4. 21:00 |

| Rennes   | 1–0               | Mura |
| -------- | ----------------- | ---- |
| Badé 76' | (0–0) Jegyzőkönyv |      |

| Roazhon Park, Rennes Játékvezető: Juri Frischer (észt) |

| 2021. november 4. 21:00 (20:00 GMT) |

| Tottenham Hotspur                | 3–2               | Vitesse                |
| -------------------------------- | ----------------- | ---------------------- |
| Szon 15' Moura 22' Rasmussen 28' | (3–2) Jegyzőkönyv | Rasmussen 32' Bero 39' |

| Tottenham Hotspur Stadion, London Játékvezető: Marco Di Bello (olasz) |

| 2021. november 25. 18:45 |

| Rennes             | 3–3               | Vitesse                            |
| ------------------ | ----------------- | ---------------------------------- |
| Laborde 9' 39' 69' | (2–1) Jegyzőkönyv | Huisman 43' Buitink 75' Openda 90' |

| Roazhon Park, Rennes Játékvezető: Espen Eskås (norvég) |

| 2021. november 25. 18:45 |

| Mura                    | 2–1               | Tottenham Hotspur |
| ----------------------- | ----------------- | ----------------- |
| Horvat 11' Maroša 90+4' | (1–0) Jegyzőkönyv | Kane 72'          |

| Ljudski vrt, Maribor Játékvezető: Antonio Emanuel Carvalho Nobre (portugál) |

| 2021. december 9. 21:00 (20:00 BST) |

| Tottenham Hotspur | 0–3 (megállapított) | Rennes |
| ----------------- | ------------------- | ------ |
|                   | Jegyzőkönyv         |        |

| Tottenham Hotspur Stadion, London |

| 2021. december 9. 21:00 |

| Vitesse                           | 3–1               | Mura       |
| --------------------------------- | ----------------- | ---------- |
| Buitink 4' Openda 35' Huisman 40' | (3–0) Jegyzőkönyv | Maroša 82' |

| GelreDome, Arnhem Játékvezető: Filip Glova (szlovák) |

### H csoport
| Hely. | Csapat  | M | Gy | D | V | G+ | G– | Gk | P  | Továbbjutás                              |     | BAS | QAR | OMO | KAI |
| ----- | ------- | - | -- | - | - | -- | -- | -- | -- | ---------------------------------------- | --- | --- | --- | --- | --- |
| 1.    | Basel   | 6 | 4  | 2 | 0 | 14 | 6  | +8 | 14 | Továbbjutott a nyolcaddöntőbe            |     | —   | 3–0 | 3–1 | 4–2 |
| 2.    | Qarabağ | 6 | 3  | 2 | 1 | 10 | 8  | +2 | 11 | Továbbjutott a nyolcaddöntő rájátszásába |     | 0–0 | —   | 2–2 | 2–1 |
| 3.    | Omónia  | 6 | 0  | 4 | 2 | 5  | 10 | −5 | 4  |                                          |     | 1–1 | 1–4 | —   | 0–0 |
| 4.    | Kajrat  | 6 | 0  | 2 | 4 | 6  | 11 | −5 | 2  |                                          | 2–3 | 1–2 | 0–0 | —   |     |

| 2021. szeptember 16. 16:30 (20:30 ALMT) |

| Kajrat | 0–0         | Omónia |
| ------ | ----------- | ------ |
|        | Jegyzőkönyv |        |

| Központi stadion, Almati Játékvezető: Serhiy Boiko (ukrán) |

| 2021. szeptember 16. 18:45 (20:45 AZT) |

| Qarabağ | 0–0         | Basel |
| ------- | ----------- | ----- |
|         | Jegyzőkönyv |       |

| Olimpiai Stadion, Baku Játékvezető: Erik Lambrechts (belga) |

| 2021. szeptember 30. 21:00 |

| Basel                             | 4–2               | Kajrat                         |
| --------------------------------- | ----------------- | ------------------------------ |
| Arthur 15' Lang 21' 40' Ndoye 49' | (3–0) Jegyzőkönyv | Kanté 65' Alves 69' (11-esből) |

| St. Jakob-Park, Bázel Játékvezető: Stuart Attwell (angol) |

| 2021. szeptember 30. 21:00 (22:00 EEST) |

| Omónia      | 1–4               | Qarabağ                                             |
| ----------- | ----------------- | --------------------------------------------------- |
| Lecjaks 40' | (1–0) Jegyzőkönyv | Kady 52' 90+4' Sheydaev 73' Medvedev 79' (11-esből) |

| GSZP Stadion, Nicosia Játékvezető: Bobby Madden (skót) |

| 2021. október 21. 18:45 (20:45 AZT) |

| Qarabağ                     | 2–1               | Kajrat               |
| --------------------------- | ----------------- | -------------------- |
| Sejdajev 79' Huseynov 90+1' | (0–1) Jegyzőkönyv | Kanté 19' (11-esből) |

| Tofik Bahramov Stadion, Baku Játékvezető: Yevhen Aranovskyi (ukrán) |

| 2021. október 21. 21:00 |

| Basel                                         | 3–1               | Omónia               |
| --------------------------------------------- | ----------------- | -------------------- |
| Millar 19' Cabral 41' (11-esből) Zhegrova 88' | (2–1) Jegyzőkönyv | Gómez 26' (11-esből) |

| St. Jakob-Park, Bázel Játékvezető: Stéphanie Frappart (francia) |

| 2021. november 4. 16:30 (21:30 ALMT) |

| Kajrat    | 1–2               | Qarabağ              |
| --------- | ----------------- | -------------------- |
| Kanté 68' | (0–0) Jegyzőkönyv | Wadji 58' Zoubir 72' |

| Központi Stadion, Almati Játékvezető: Dumitru Muntean (moldáv) |

| 2021. november 4. 18:45 (19:45 EET) |

| Omónia        | 1–1               | Basel      |
| ------------- | ----------------- | ---------- |
| Kakoullis 17' | (1–0) Jegyzőkönyv | Millar 57' |

| GSZP Stadion, Nicosia Játékvezető: Vitalij Meskov (orosz) |

| 2021. november 25. 16:30 (21:30 ALMT) |

| Kajrat                    | 2–3               | Basel                                         |
| ------------------------- | ----------------- | --------------------------------------------- |
| Love 23' Hovhannisyan 56' | (1–1) Jegyzőkönyv | Cabral 45' (11-esből) Zhegrova 69' Kasami 73' |

| Központi Stadion, Almati Játékvezető: Goga Kikacheishvili (grúz) |

| 2021. november 25. 18:45 (21:45 AZT) |

| Qarabağ                 | 2–2               | Omónia                         |
| ----------------------- | ----------------- | ------------------------------ |
| Psaltis 49' Andrade 88' | (0–1) Jegyzőkönyv | Ďuriš 43' (11-esből) Gómez 90' |

| Tofik Bahramov Stadion, Baku Játékvezető: Morten Krogh (dán) |

| 2021. december 9. 21:00 |

| Basel                     | 3–0               | Qarabağ |
| ------------------------- | ----------------- | ------- |
| Cabral 33' 74' Kasami 62' | (1–0) Jegyzőkönyv |         |

| St. Jakob-Park, Bázel Játékvezető: Fran Jović (horvát) |

| 2021. december 9. 21:00 (22:00 EET) |

| Omónia | 0–0         | Kajrat |
| ------ | ----------- | ------ |
|        | Jegyzőkönyv |        |

| GSZP Stadion, Nicosia Játékvezető: Genc Nuza (koszovói) |